# Броварі (Кам'янець-Подільський район)

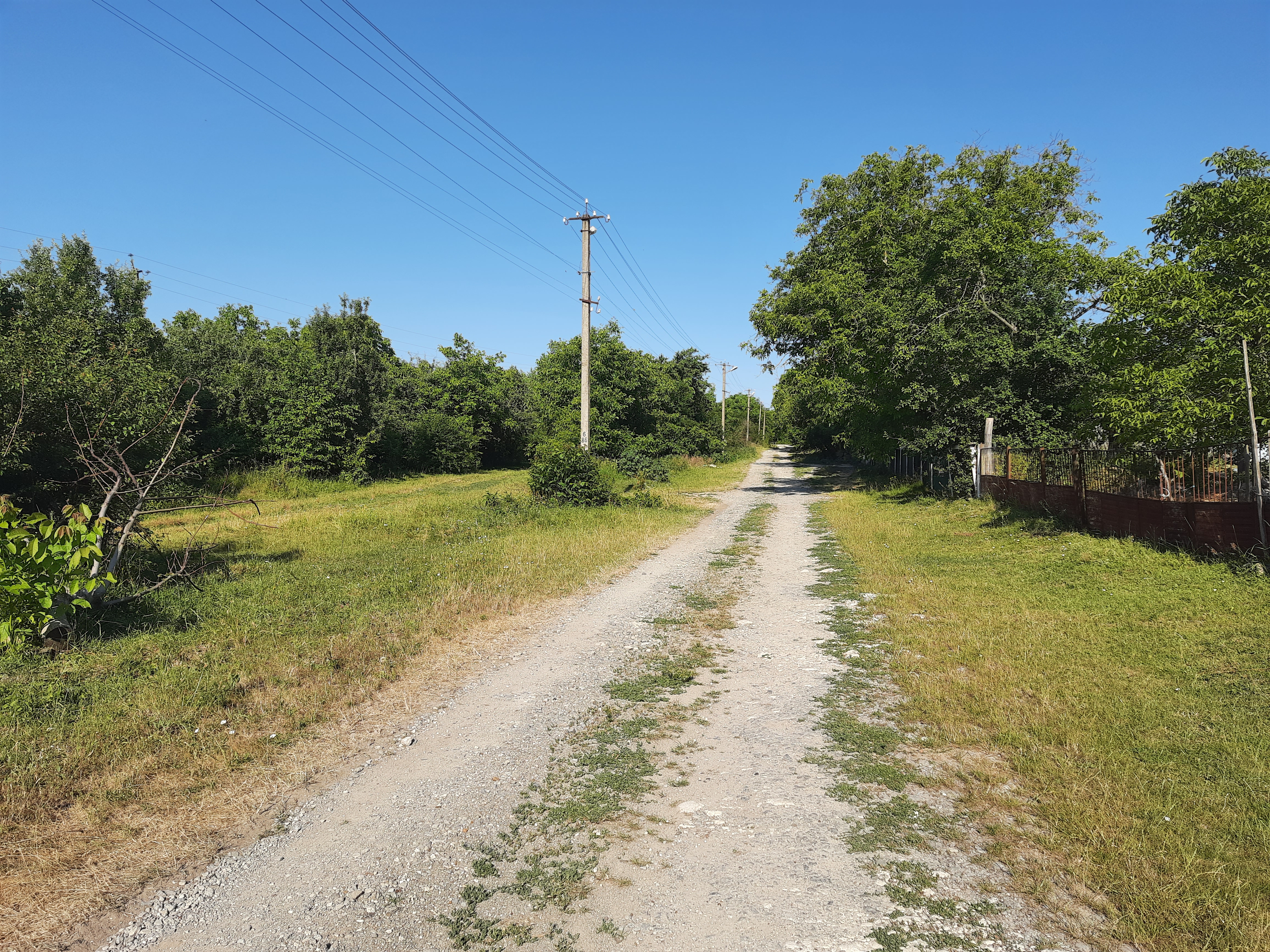
Сільська вулиця

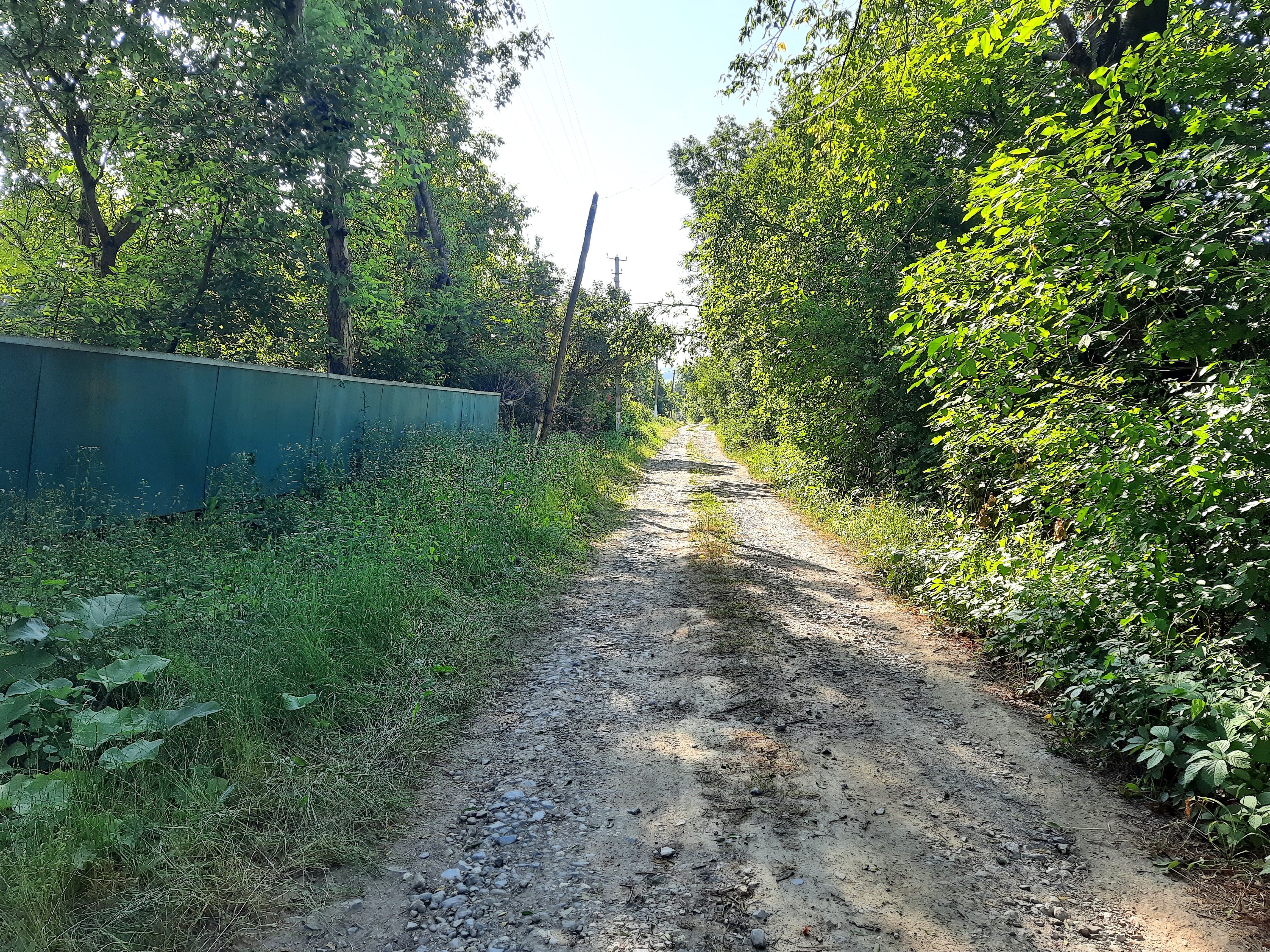
Сільська вулиця

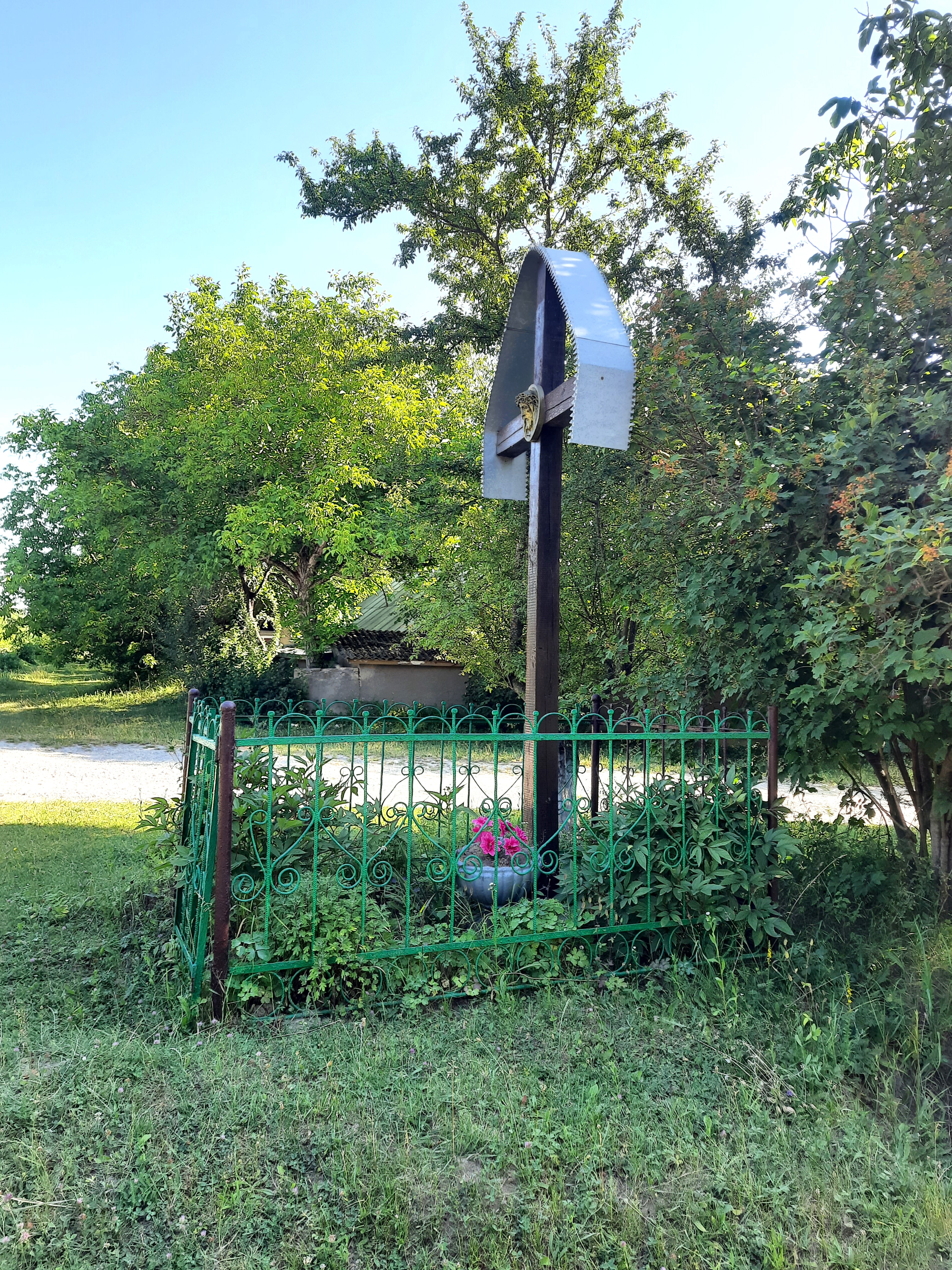
Пам'ятний хрест.

Броварі́ — село в Україні, у Китайгородській сільській територіальній громаді Кам'янець-Подільського району Хмельницької області.

## Назва
Назва села походить від поміщицької броварні, тобто перші мешканці займались — броварством.

## Географія
Село розміщене в межах смуги простягання Товтрового кряжу, у басейні річки Студениця.

### Клімат
Броварі знаходяться в межах вологого континентального клімату із теплим літом, у так званому «теплому Поділлі». Але діяльність людини призводить до зміни клімату та глобального потепління. Рівень наповнення річок водою в області становить лише 20 % від необхідного стандарту. Для покращення ситуації варто було б відновлювати екосистеми та лісові масиви.

## Історія
Нинішнє село утворилося злиттям трьох населених пунктів: Гниляків, Пожарниці та Броварів. Гниляки та Пожарниця більш давні поселення. Мабуть, від їх історії важається датою заснування села 1610 рік.
На початку ХХ століття на місці поміщицької броварні, утворено село Броварі, яке було невеличким присілком села Дерев'яне.
Наприкінці XX століття в Броварях було 119 дворів та 237 мешканців.
Внаслідок поразки визвольних змагань на початку XX століття, село надовго окуповане російсько-більшовицькими загарбниками.
Довіднику «Населені місця Поділля», виданий 1925 року Вінниці, Броварі означені як присілок у Дерев’янській сільській раді до якої входили села: Гелетина, Гниляки, Гоцули, Погоріла, Пожарниця та Пожарницький хутір.
Поселення пережили нелегкі довоєнні роки і роки воєнного лихоліття. Не обминули їх голод та політичні репресії. Значна частина мешканців Гниляків, Пожарниці та Броварів були депортовані за межі України. Після завершення Другої світової війни у 1946—1947 роках мешканці сіл вчергове пережили голод.
У 1960 році поселення Гниляки та Пожарницю об'єднали під назвою Пожарниця. А у 1967 році Пожарницю вже об'єднали з Броварями. Очевидно, залишення назви Броварі посприяла немилозвучність імен двох інших сіл.
Важливі кроки у соціально-економічному розвитку Броварів здійсненні у 60-80 роках ХХ століття. В селі функціонували об’єкти соціального призначення: ФАП, клуб, бібліотека, магазин.
24 серпня 1991 року село незалежній Україні.
13 серпня 2015 року шляхом об'єднання Дерев'янської, Калачковецької, Китайгородської та Колодіївської сільських рад село увійшло до Китайгородської сільської громади. Об'єднання в громаду має створити умови для формування ефективної і відповідальної місцевої влади, яка зможе забезпечити комфортне та безпечне середовище для проживання людей.

## Релігія
Більшість мешканців Броварів - римо-католики. В селі знаходиться невеличкий римо-католицький храм.[джерело?]

## Населення
За переписом населення України 2001 року в селі мешкало 214 осіб.
Згідно перепису 2015 року в селі мешкало 187 особи, населення села скоротилось на 12,61 % порівняно зі 2001 роком.

### Мова
У селі поширені західноподільська говірка та південноподільська говірка, що відносяться до подільського говору, який належить до південно-західного наріччя.
Розподіл населення за рідною мовою за даними перепису 2001 року:
| Мова       | Відсоток |
| ---------- | -------- |
| українська | 99,07 %  |
| російська  | 0,93 %   |

## Пам'ятки

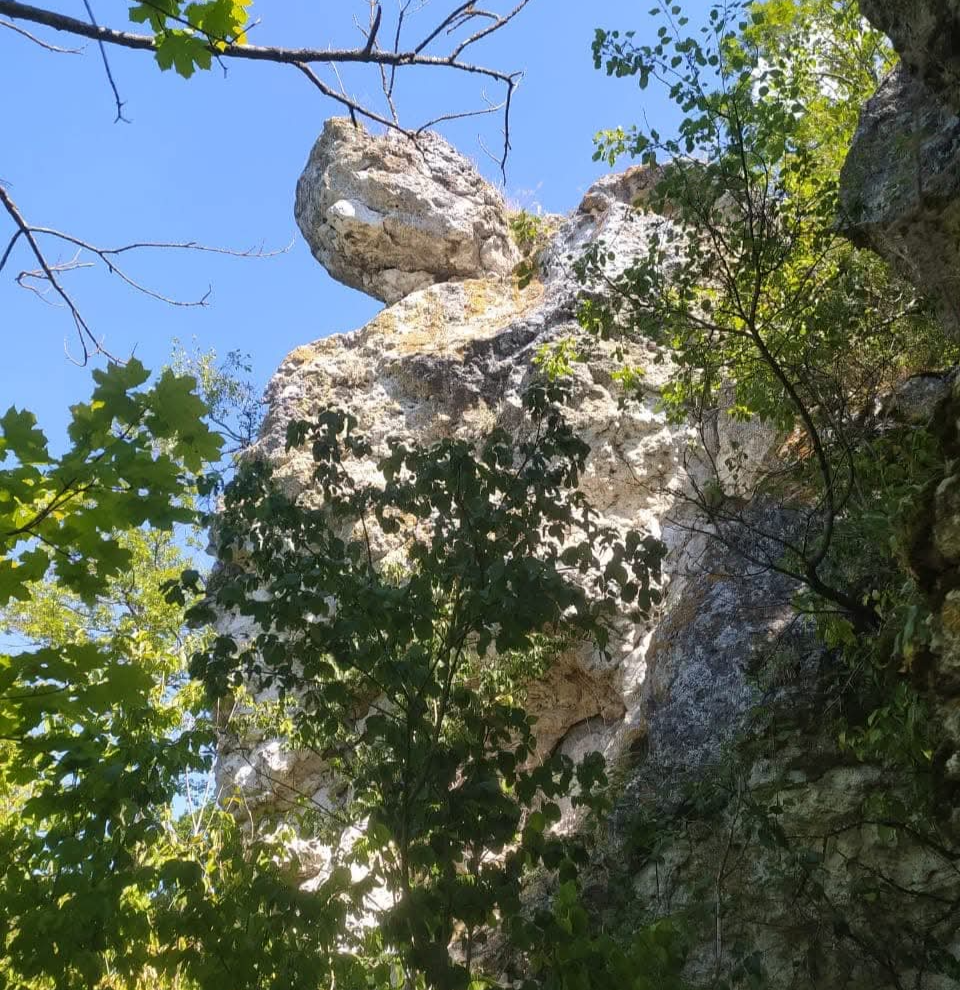
Молочний камінь

Є у Броварах цілюща криниця «Шаманська» і залишки панського маєтку.
Значна місцева пам’ятка – «Молочний камінь». Кажуть, що він був святинею ще в язичників. Легенда про «Молочний камінь» розповідає:
| | \| Коли турки нападали на село, налякані люди заховалися до печери. Довго вони там сиділи, оточені ворогами. Коли ж закінчилися запаси їжі, з цього каменю потекло молоко. Таким чином люди врятувалися від голодної смерті. \| |
| Коли турки нападали на село, налякані люди заховалися до печери. Довго вони там сиділи, оточені ворогами. Коли ж закінчилися запаси їжі, з цього каменю потекло молоко. Таким чином люди врятувалися від голодної смерті. | |

## Відомі люди

### Уродженці села
- Ясінський Віктор Іванович (03.03.1938, с. Броварі) — український медик-науковець. У 1959 році закінчив Кам'янець-Подільське медичне училище, у 1968 — з відзнакою  Чернівецький медичний інститут і був зарахований асистентом кафедри нормальної фізіології. У 1973 року захистив кандидатську дисертацію. З 1980 року — доцент. Працював заступником декана лікувального факультету (1976-1978, 1983-1985) і завідувачем підготовчого відділення інституту (1978-1983). З 1997 року працював доцентом кафедри норальної фізіології Буковинської державної медичної академії.

## Охорона природи
Село лежить у межах національного природного парку «Подільські Товтри». Неподалік знаходиться Молочний камінь та улоговина "Вовчий яр".

### Рослинний світ
У довколишніх лісах зростають граб, дуб, клен, ясен, осика, береза та ін. У структурі корінних лісів досить часто представлені насадження ялини та сосни (самосів останньої досить добре поширюється на необроблюваних землях). Поодиноко трапляється у лісових масивах реліктовий вид – берека. Підлісок представляють глід, кизил, бересклет, ліщина, калина-гордовина. У трав’яному покриві у весняний час масово з’являється ряст, улітку – барвінок, печіночниця, підмареник та різні злаково-осокові асоціації. Схил річки Студениця вкривають переважно глід, терен, шипшина, алича, дика яблуня. Прируслові ділянки щільно зайняті різними видами верби. На решті території натуральна рослинність суттєво змінена господарською діяльність (розорювання, випас худоби, садівництво тощо).

### Тваринний світ
Основним осередком концентрації зоорізноманіття є лісові масиви узлісся та річкові долини. З хижих досить часто трапляються лисиця, куниця, тхір, ласка тощо. В останні роки різко зростає кількість особин кабана дикого. Звичною для території є і сарна європейська (козуля). Активно територію заселяють зайці, їжаки, полівки, миші. Надзвичайно багатою за рахунок наявності різних екосистем є орніто-, герпето- та батрахофауна. Ліс, узлісся, сухі луки, заплава, терасові комплекси, річкові схили, сади, оброблювальні землі, населені пункти концентрують у собі близько 150 як звичайних для території так і рідкісних видів птахів, 7 видів – плазунів та 8 видів – земноводних.

## Галерея

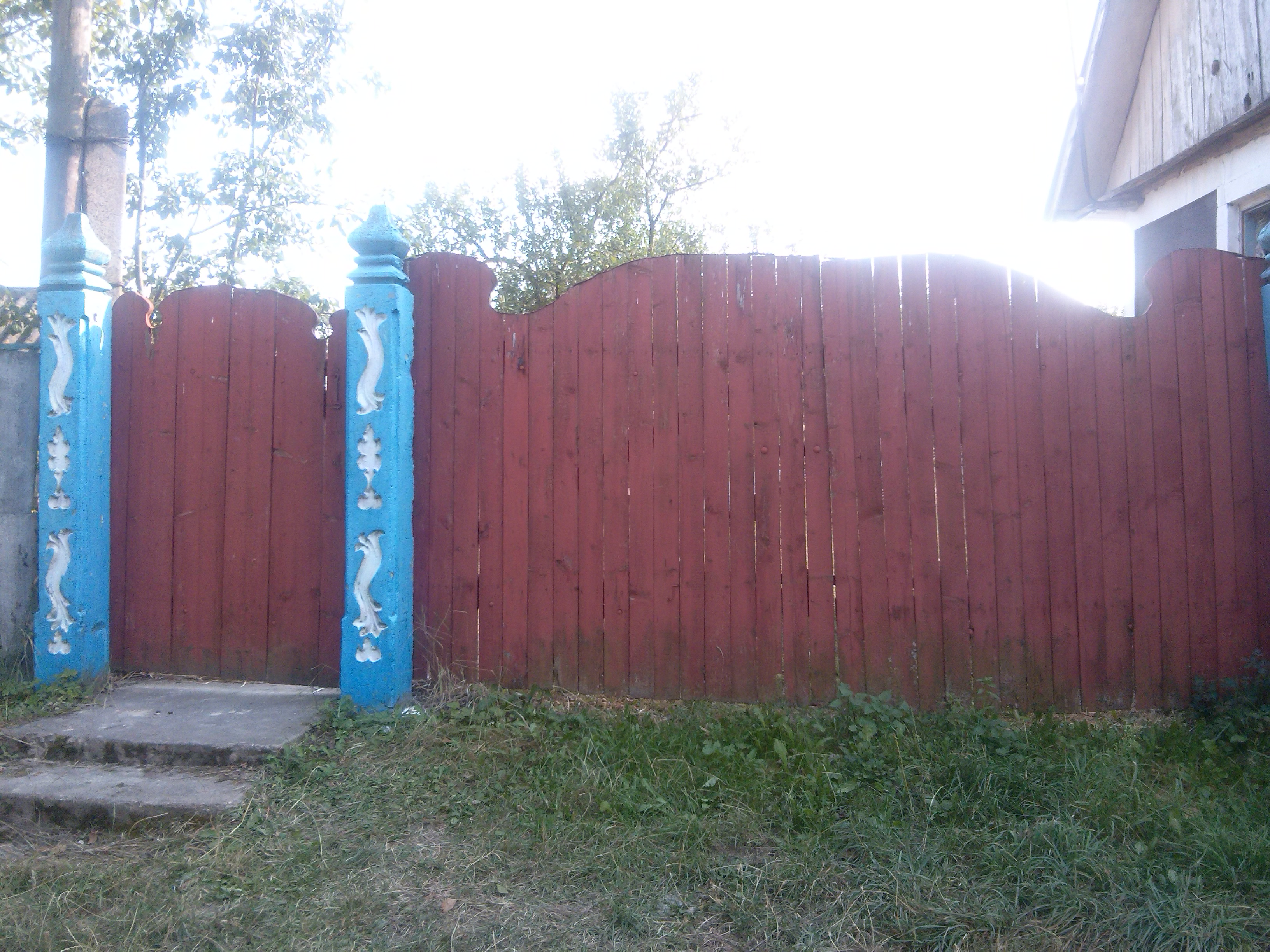
Ворота біля будинку, з елементами декору Поділля
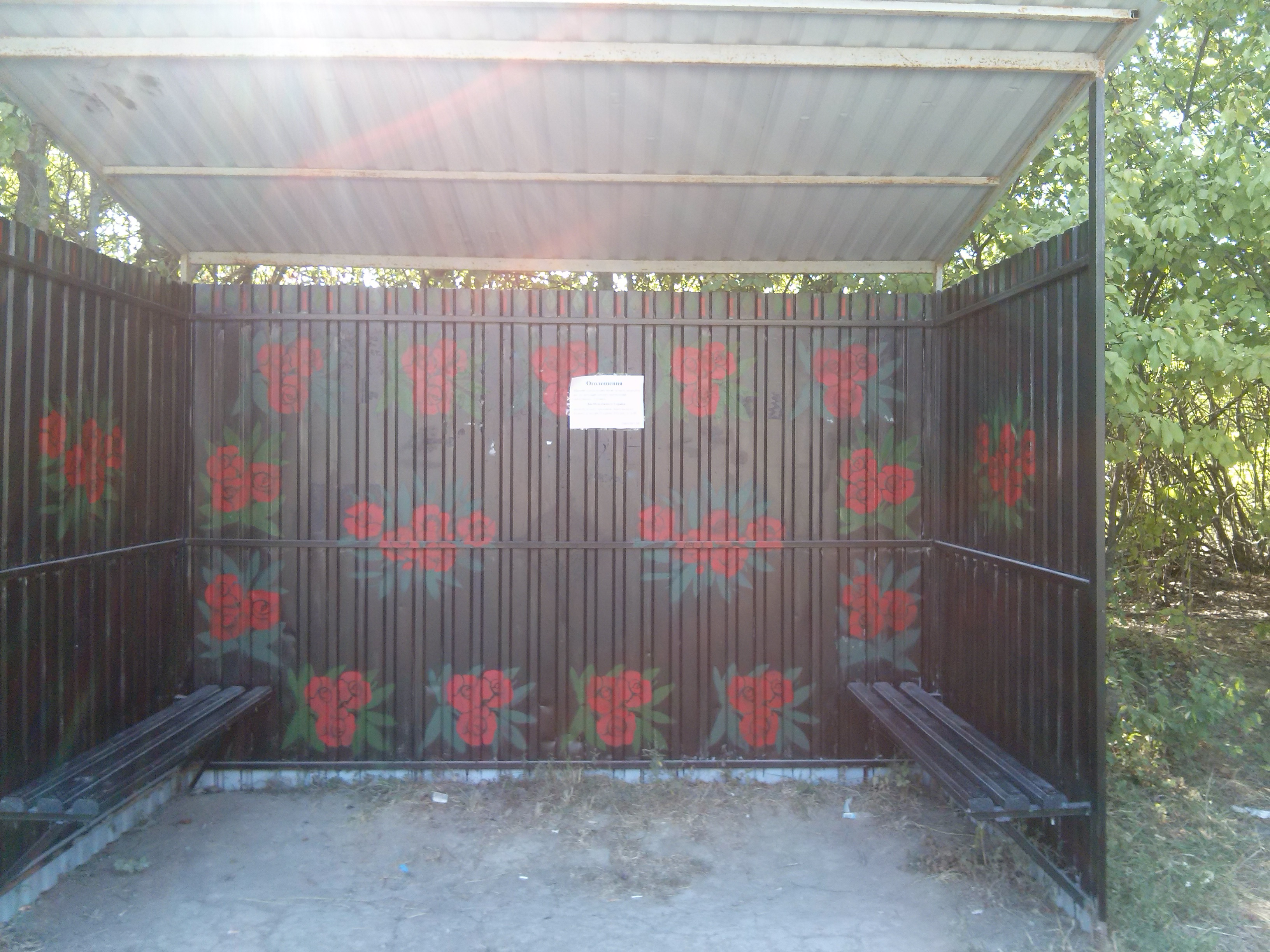
Автобусна зупинка
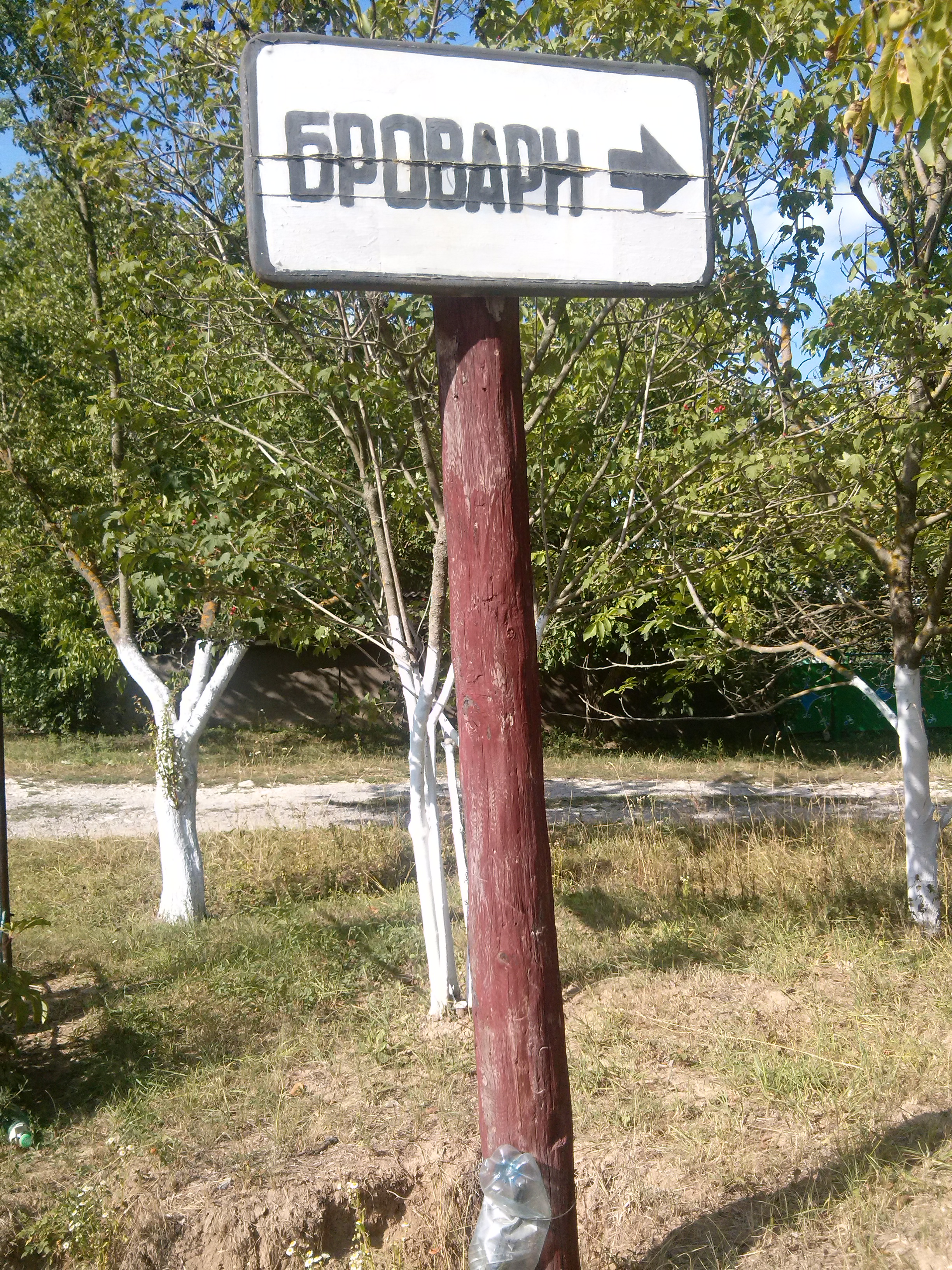
Вказівник село Броварі